# ألان كاسايف
ألان كاسايف (الروسية: Касаев, Алан Таймуразович) (8 أبريل 1986 طاجيكستان - ) هو لاعب كرة قدم روسي، يلعب كلاعب وسط.

## وصلات خارجية
ألان كاسايف على موقع الاتحاد الدولي (مؤرشف)  (الإنجليزية)
- ألان كاسايف على موقع قاعدة بيانات كرة القدم.إي يو (الإنجليزية)
- ألان كاسايف على موقع Soccerway.com (الإنجليزية)
- ألان كاسايف على موقع عالم كرة القدم.نت (الإنجليزية)
- ألان كاسايف على موقع AS.com (الإسبانية)